# Andreas Thorkildsen
Andreas Thorkildsen (født 1. april 1982 i Kristiansand) er en norsk tidligere spydkaster. Han var vundet guld til OL i 2004 og 2008 og EM 2006 og 2010, samt en guldmedalje til VM i 2009.
Thorkildsen startede med spydkast i en alder af 11 år. Indtil 1999 var hans træner sin far Tomm Thorkildsen, som også var en god spydkaster i sin aktive karriere. Andreas Thorkildsen satte adskillige ungdomsrekorder som teenager. I 1999 sluttede han som nummer syv til junior-EM.
I 2000 vandt han sin første medalje ved de norske mesterskaber, da han sluttede som nummer to efter Ronny Nilsen. Hans form på det tidspunkt gjorde at han for første gang blev udtaget til det norske landshold. Samme år deltog han i junior-VM og vandt sølv efter vinderen Gerhardus Pienaar.
Ved OL 2004 i Athen var han ikke blandt favoritterne, da hans største bedrift indtil da var hans juniorverdensrekord fra 2001. Han kastede i kvalifikationsrunden 81,74 m og blev nummer otte, hvilket var nok til at gå i finalen. I finalen kastede han 86,50 m i andet forsøg, hvilket ikke blev overgået, så han vandt en overraskende guldmedalje foran letten Vadims Vasiļevskis (84,95 m) og russeren Sergej Makarov (84,84 m).
Ved legene fire år senere i Beijing var han i modsætning til legene i Athen favorit, idet han var europamester fra 2006 og forsvarende olympisk mester samt sølvvinder fra VM i 2006 og 2007. Hans 79,85 m i kvalifikationen var niendebedst, men i finalen var hans første kast nok til at bringe ham i spidsen, og han forbedrede sit resultat i tre ud af de næste fire runder, så han endte med et kast på 90,57 m, hvilket var olympisk rekord og næsten fire meter længere end letten Ainārs Kovals på andenpladsen, mens finnen Tero Pitkämäki var yderligere 50 cm bagud.
Han blev valgt som Europas bedste atlet i 2008. Efter at have vundet VM i 2009, EM i 2010 og VM-sølv i 2011 var han igen en af de store favoritter til OL 2012 i London. Her måtte han for første gang ved et OL se medaljerne gå til andre kastere, idet hans bedste kast på 82,63 m kun rakte til en femteplads, næsten to meter kortere end vinderens, Keshorn Walcott fra Trinidad og Tobago.
Han indstillede sin karriere i foråret 2016, og hans bedste resultat var et kast på 91,59 m, sat ved Bislett Games 2006.